# کاشیرینا ۱۸۲۸
سیارک ۱۸۲۸ (به انگلیسی: 1828 Kashirina، نامگذاری:1966PH) هزار و هشتصد و بیست و هشتمین سیارک کشف شده‌است که در ۱۴ اوت ۱۹۶۶ کشف شد.
قدر مطلق سیارک برابر ۱۰٫۹۰ است.